# Flakbatterie Sillenstede
Die schwere Flakbatterie Sillenstede war im Zweiten Weltkrieg eine verbunkerte Stellung der Marine-Flak im Nordwesten Wilhelmshavens.

## Lage und Aufbau
Die Flakbatterie Sillenstede lag im alten Fort Sillenstede. Sie bestand aus vier Geschützhochbunkern, die um das alte Infanteriewerk des Forts angeordnet waren. Südlich des Infanteriewerks befand sich der Leitstand der Batterie. Im Nordosten lag eine Baracke für hilfswillige Russische Kriegsgefangene. Im Norden lag ein Radar vom Typ Würzburg. Östlichen lagen Unterkünfte für Marinehelferinnen, die Kantine und ein Wirtschaftsgebäude.

## Organisatorische Eingliederung

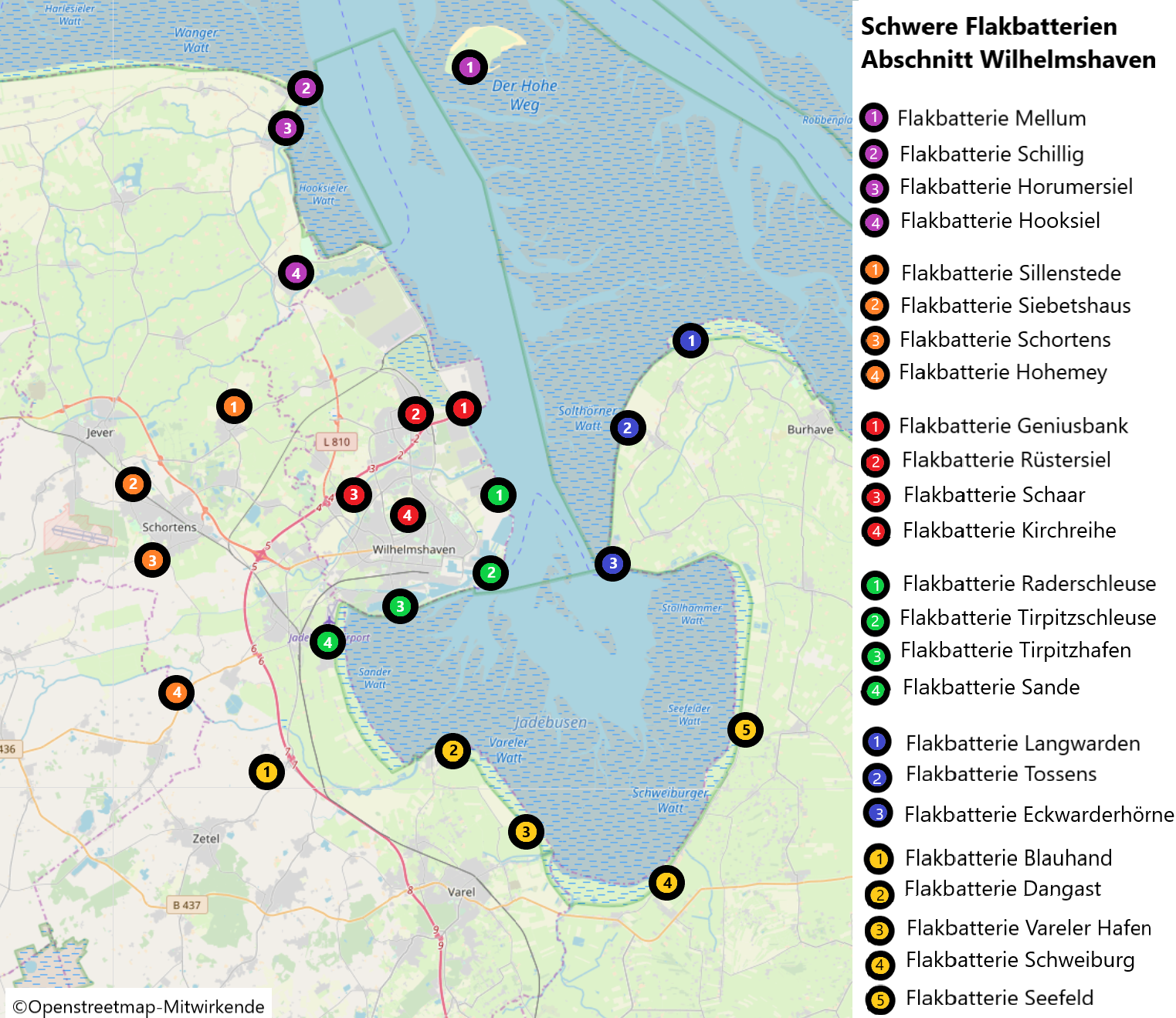
Position der Flakbatterien im Abschnitt Wilhelmshaven

Für die Küstenverteidigung war der Küstenbefehlshaber Deutsche Bucht verantwortlich. Die Batterie gehörte als Teil der II. Marineflakbrigade zum Abschnitt Wilhelmshaven. Die Flakbatterie gehörte zur Marineflakabteilung 252, deren Flakuntergruppenkommando West in Heidmühle lag.

## Geschichte

### 8,8-cm – Im Fort Sillenstede
Die erste Batterie für Sillenstede traf am 1. Oktober 1939 in Wilhelmshaven ein. Es handelte sich dabei um eine Batterie, die im Sommer 1939 als „Traditions-Batterie Nettelbeck“ in den Dünen bei Kolberg als Küstenbatterie errichtet war. Die vier 8,8-cm-Flakgeschütze wurden ab dem September 1939 im Fort Sillenstede im Norden von Sillenstede installiert. Das Fort stammt aus dem Jahr 1916. Am 15. Oktober 1939 folgte das restliche Personal aus Nettelbeck nach. Das alte Fort war in keinem guten Zustand, man nutzte bei der Instandsetzung der Anlage Erdanschüttungen am Infanteriewerk als Material, um den Fortgraben zuzuschütten, von dem nur ein 70 Meter langer Streifen erhalten blieb.

### Ausbau zur Bunkerbatterie
Man begann kurz nach Einzug damit, die Batterie zu einer Bunkerbatterie umzubauen. Dazu wurden, direkt an das bestehende Infanteriewerk anschließend mehrere Geschützhochbunker errichtet. Die fünf Meter hohen Bunker erhielten eine hölzerne Brüstung. Eine 2-cm-Flakwaffe fand auf einem Hochstand Platz und diente der Eigensicherung. Aufgrund der winterlichen Witterung verlangsamte sich der Baufortschritt im Winter 1939/40 erheblich. Im Frühjahr folgte durch die Schneeschmelze eine Verschlickung des Geländes. Nach der Schneeschmelze begannen die Arbeiten an einem verbunkerten Leitstand, einem vierten Geschützbunker sowie zwei weiteren Bunkern, einem für eine 2-cm-Flak und einen Scheinwerferbunker. Die Arbeiten fanden im September 1940 ein Ende.

### Tarnung
Die Bunker wurden mit Anstrichen getarnt, hinzu kam eine Walmdachtarnung aus Netzen für die Geschütze. Das zweite und dritte Geschütz waren durch einen Gang auf dem Dach des Infanteriewerks miteinander verbunden. Eine Überprüfung aus der Luft brachte die Erkenntnis, dass trotz guter Tarnung der Geschütze die Anlage als militärisch zu erkennen war. Aus diesem Grund wurde 800 Meter nördlich an der Warfsreihe eine Scheinbatterie errichtet. Zur Täuschung ließ man bei Gefechten in dieser Scheinbatterie aus der Ferne Pulversätze zünden und Lampen aufblitzen.

### 10,5-cm – Ausbau und Stilllegung
Im Jahr 1942 wurde ein Wirtschaftsgebäude neu errichtet, das außerhalb des Forts lag. Hier waren die Verwaltung, die Schreibstube und die Küche untergebracht. Am 20. Februar 1943 war die Umrüstung der Batterie auf 10,5-cm-Geschütze. Im Dezember 1943 wurden etwa 80 % der Mannschaft an die Front abkommandiert, ihre Stellen wurden durch Angehörige des Reichsarbeitsdienstes ersetzt.

### Kriegsende
Im Februar/März 1945 wurde die Flakbatterie Sillenstede aufgrund der näherrückenden Front in die Verteidigungspläne Wilhelmshavens eingebunden. Eine leicht bewaffnete Volkssturmeinheit wurde hier stationiert. Die Batterie wurden nach der Kapitulation von Batteriechef an einen polnischen Major übergeben. Dieser bezog mit seiner Einheit in Sillenstede Quartier.